# Чемпионат мира по международным шашкам среди мужчин 1987 (матч)
Чемпионат мира по международным шашкам среди мужчин 1987 года проходил с 26 сентября по 11 октября в Иркутске и представлял собой матч-реванш между действующим чемпионом мира 1986 года Александром Дыбманом и экс-чемпионом 1985 года Анатолием Гантваргом. Чемпион мира Александр Дыбман отстоял свой титул.

## Таблица матча
| № | Участники         | 1 | 2 | 3 | 4 | 5 | 6 | 7 | 8 | 9 | 10 | 11 | 12 | 13 | 14 | 15 | 16 | 17 | 18 | 19 | 20 | Очки |
| - | ----------------- | - | - | - | - | - | - | - | - | - | -- | -- | -- | -- | -- | -- | -- | -- | -- | -- | -- | ---- |
| 1 | Александр Дыбман  | 1 | 1 | 1 | 1 | 1 | 1 | 1 | 1 | 1 | 1  | 1  | 1  | 1  | 1  | 1  | 1  | 1  | 1  | 1  | 1  | 20   |
| 2 | Анатолий Гантварг | 1 | 1 | 1 | 1 | 1 | 1 | 1 | 1 | 1 | 1  | 1  | 1  | 1  | 1  | 1  | 1  | 1  | 1  | 1  | 1  | 20   |

Второй раз в истории стоклеточных шашек все партии матча завершились вничью. До этого аналогичный результат был в матче 1972 года, проходившем тоже в СССР (Таллин) между советскими гроссмейстерами, многократными чемпионами мира Андрисом Андрейко и Исером Куперманом. 
Борис Фельдман вспоминал

 На матче в Иркутске я работал в тренерской бригаде чемпиона мира Александра Дыбмана и ответственно заявляю: бесцветных ничьих в Иркутске не было. В своих статьях эти прекрасные 20 ничьих матча я сравнил с байкальскими самоцветами. Присутствовавший на матче президент ФМЖД, четырёхкратный чемпион мира Пит Розенбург назвал иркутский матч по богатству техники самым значительным в истории шашек. Эти лестные оценки не прибавили энтузиазма ни болельщикам, ни журналистам, освещавшим ход матча, ни самим игрокам.